# Annemarieke van Rumpt
Annemarieke van Rumpt (ur. 29 kwietnia 1980 w Middelharnis) – holenderska wioślarka.

## Osiągnięcia
- Mistrzostwa Świata – Mediolan 2003 – czwórka bez sternika – 2. miejsce[1].
- Igrzyska Olimpijskie – Ateny 2004 – ósemka – 3. miejsce[1].
- Mistrzostwa Świata – Gifu 2005 – ósemka – 3. miejsce[1].
- Mistrzostwa Świata – Eton 2006 – dwójka bez sternika – 5. miejsce[1].
- Mistrzostwa Świata – Monachium 2007 – ósemka – 7. miejsce[1].
- Igrzyska Olimpijskie – Pekin 2008 – ósemka – 2. miejsce[1].